# Castillon-du-Gard
Castillon-du-Gard es una comuna francesa situada en el departamento de Gard, en la región de Occitania.

## Demografía
| 434 | 468 | 589 | 716 | 759 | 943 | 1679 |
| Para los censos de 1962 a 1999 la población legal corresponde a la población sin duplicidades (Fuente: INSEE [Consultar]) |     |     |     |     |     |      |